# كارولين سميث
كارولين سميث (بالإنجليزية: Caroline Smith)‏ هي غطاسة أمريكية، ولدت في 21 يوليو 1906 في القاهرة في الولايات المتحدة، وتوفيت في 10 نوفمبر 1994 في لاس فيغاس في الولايات المتحدة.

## وصلات خارجية
- كارولين سميث على موقع قاعة مشاهير السباحة العالمية (الإنجليزية)
- كارولين سميث على موقع اللجنة الأولمبية الدولية (الإنجليزية)
- كارولين سميث على موقع أوليمبيديا (الإنجليزية)